# 卡梅塔

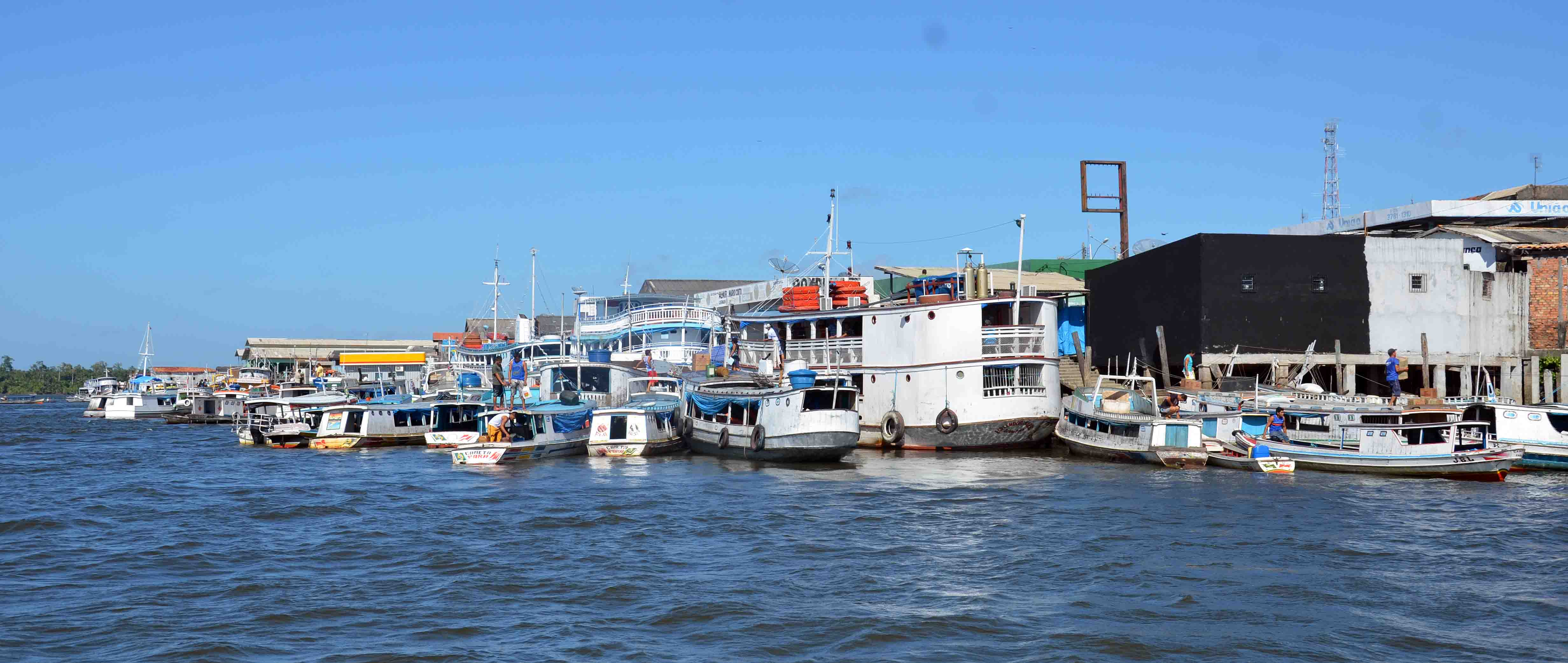
卡梅塔

卡梅塔（葡萄牙語：Cametá），是巴西的城鎮，位於該國北部，由帕拉州負責管轄，始建於1635年12月24日，面積3,081.36平方公里，海拔高度10米，2010年人口129,904，人口密度每平方公里42.16人。